# Julius af Lindfors
Pour les articles homonymes, voir Lindfors.
Jakob Julius af Lindfors (né Lindfors le 21 mai 1831 à Loviisa – mort le 10 octobre 1903 à Helsinki) est un major général, homme d'affaires et homme politique finlandais.

## Biographie

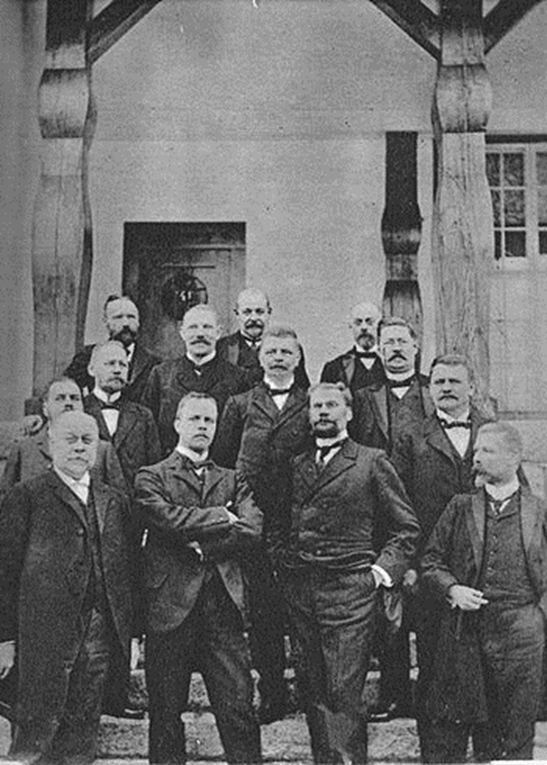
Réunion de Tuurholma des membres de Kagaali le 10 avril 1903 à Laajasalo.

De 1843 à 1849, il étudie à l' école des cadets de Hamina.
En 1854-1855, il participe à la guerre d'Åland dans les gardes-côtes du golfe de Finlande et il est alors nommé capitaine.
Après de nombreuses années de service, il est nommé général en 1876 puis se tourne vers une carrière d'affaires.
En 1860, il épouse sa cousine Maria Emelie Borgström fille d'Henrik Borgström.
Il est alors impliqué dans la gestion de la société Borgström & Co.
Julius af Lindfors est aussi un actionnaire de Forssa Oy et l'un des fondateurs de  Fennia, de Suomen Höyrylaiva Oy et de Fiskars. Il est président de Fennia en 1901-1903.
En octobre 1882, Lindfors est anobli sous le nom af Lindfors et l'année suivante sa famille est introduite dans la Maison de la noblesse de Finlande avec le numéro 259.
Il participe à la Diète de Finlande comme représentant la noblesse en 1885, 1888 et 1891.
Il est membre du conseil municipal d'Helsinki en 1877-1891.
Il est commissaire finlandais de l'Exposition universelle de 1878.
À la fin de sa vie Julius af Lindfors soutiendra l'action des Constitutionnalistes.
En 1901, c'est dans son manoir de Tuurholma à Laajasalo qu'aura lieu la réunion de Tuurholma durant laquelle la résistance s'organisera.